# Medal Ekspedycji Korpusu Piechoty Morskiej
Medal Ekspedycji Korpusu Piechoty Morskiej (ang. Marine Corps Expeditionary Medal) – medal Korpusu Piechoty Morskiej Stanów Zjednoczonych, ustanowiony 8 maja 1919 roku. Jest najstarszym wciąż nadawanym amerykańskim odznaczeniem za służbę wojskową.

## Kryteria
Aby otrzymać Medal Ekspedycji Korpusu Piechoty Morskiej, żołnierz musi wziąć udział w desancie na obcym terytorium, uczestniczyć w operacjach bojowych przeciwko siłom przeciwnika lub uczestniczyć w operacji wojskowej, dla której nie jest wyznaczony żaden inny medal za służbę.
Po 1961 roku niektóre dowództwa zezwalały uprawnionemu personelowi na wybór pomiędzy Medalem Ekspedycji Korpusu Piechoty Morskiej a Medalem Ekspedycji Sił Zbrojnych, w zależności od charakteru danej operacji.

## Opis
Jak w przypadku wielu innych amerykańskich odznaczeń za służbę wojskową z tamtych czasów, początkowo odznaczenie ustanowiono jedynie w formie wstążki. Pełną formę medalu ustanowiono w 1921 roku.
Medal wykonany jest z brązu. Autorem projektu odznaczenia jest rzeźbiarz Walker Hancock. Awers przedstawia żołnierza amerykańskiego Korpusu Piechoty Morskiej w umundurowaniu z lat 20., atakującego z karabinem Spirignfield M1903 z zatkniętym bagnetem. Pod wysuniętą prawą stopą żołnierza znajduje się stały ląd, a pod lewą nogą morze, co wskazuje na to, że rysunek przedstawia desant morski. Sylwetka żołnierza jest otoczona łukowatym napisem EXPEDITIONS.
Rewers medalu przedstawia bielika amerykańskiego zwróconego w lewo. Orzeł trzyma w szponach gałązkę laurową, siedząc na trzonie kotwicy położonej poziomo. Po lewej stronie orła znajduje się słowo FOR, a po prawej SERVICE. Nad orłem widnieje napis: United States Marine Corps.
Wstążka odznaczenia jest w większej części złota, przy obu krawędziach znajdują się wąskie czerwone paski i jeden szeroki czerwony pasek pośrodku.
Uczestnikom obrony wyspy Wake w czasie II wojny światowej przysługiwało specjalne okucie na wstążkę z napisem WAKE ISLAND.